# Ruth Holcomb
Ruth Holcomb (2003) es una deportista estadounidense que compite en ciclismo de montaña en la disciplina de campo a través. Ganó una medalla de plata en el Campeonato Mundial de Ciclismo de Montaña de 2021, en la prueba por relevos.

## Medallero internacional
| Campeonato Mundial | Campeonato Mundial   | Campeonato Mundial | Campeonato Mundial         |
| Año                | Lugar                | Medalla            | Competición                |
| ------------------ | -------------------- | ------------------ | -------------------------- |
| 2021               | Val di Sole (Italia) | Medalla de plata   | Campo a través por relevos |